# Tubo eave
Os tubos eave (ou tubos de beiral) são tubos com mosquiteiros com inseticida que matam os insetos quando eles tentam entrar na casa. Eles são ferramentas de baixo custo que complementam o uso de mosquiteiros com a extensão da proteção pessoal para toda a família contra doenças infecciosas transmitidas por mosquitos. Os tubos de beiral só usam pequenos pedaços de pano, o que causa uma enorme redução na quantidade de inseticidas. Por serem instalados na altura do beirado da casa, as redes são uma forma segura fora do alcance dos ocupantes da casa e das crianças, o que permite o uso de perigosos bioativos. Um melhor fluxo de ar e a capacidade de também direcionar mosquitos pode potencialmente estimular maior absorção de inseticida pelos usuários finais